# Cambyretá
Cambyretá (Guaraní: Kambyretã) ist ein Distrikt im Departamento Itapúa im Süden von Paraguay. Er liegt am Ufer des Río Paraná und hat etwa 55.000 Einwohner. Der Name stammt von der Sprache der Ureinwohner Guaraní und bedeutet Land der Milch (aus kamby = Milch und retá = Land).
Der Distrikt entstand am 23. April 1947 als Abspaltung vom Distrikt Encarnación. Die ersten europäischen Siedler, die sich ab 1911 hier niederließen, waren deutsche Einwanderer. Sie betrieben Land- und Viehwirtschaft. Es wird vermutet, dass sich der Guaraní-Name des Ortes davon herleitet. 
Als es zwischen 1942 und 1944 in Paraguay zu einer Dürre kam, zogen viele paraguayische Familien aus anderen Landesteilen in den Ort. Im Jahr 1947 ereignete sich in Cambyretá jedoch eine Heuschreckenplage, welche die Maniok- und Maisernte vernichtete und große Armut über viele Familien brachte.
In den letzten Jahren hat sich der Distrikt außerordentlich gut entwickelt. Seit 2010 hat sich die Bevölkerung verdoppelt. Die landwirtschaftliche Produktion und der Handel sind stark angestiegen. Eine touristische Uferstraße (Costanera) entlang des Río Paraná und ein 15 m hohes Aussichtsgebäude waren 2018 im Bau befindlich. Bereits fertiggestellt wurde ein Amphitheater für kulturelle Veranstaltungen mit Blick über den Fluss. Diese Projekte werden vom Wasserkraftwerk Yacyretá finanziert.